# Expresso (Portugal)

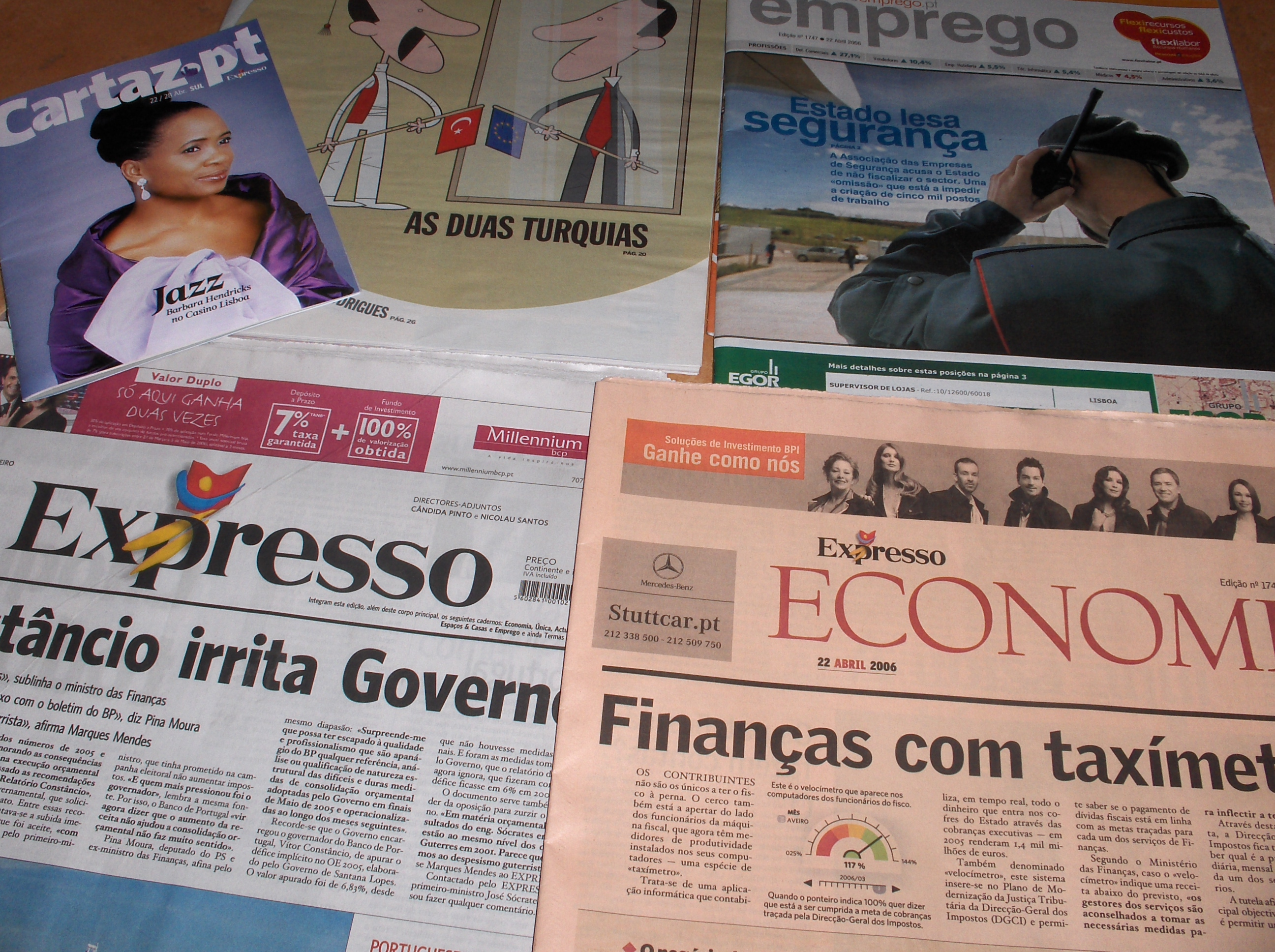
Teile einer typischen Expresso-Ausgabe

Der Expresso [ɐjʃprɛsu] ist eine samstäglich erscheinende portugiesische Wochenzeitung. Sie wurde am 6. Januar 1973 vom späteren Premierminister Francisco Pinto Balsemão in Lissabon gegründet und hat grundsätzlich eine liberale Ausrichtung. Die Zeitung ist Mitglied im journalistischen Recherche-Netzwerk European Investigative Collaboration (EIC).
Der Expresso gehört neben dem Público und dem Diário de Notícias zu den wichtigsten regelmäßig erscheinenden Zeitungen in Portugal. Gefragt ist der Expresso u. a. wegen seines ausführlichen Wirtschaftsteils sowie eines umfangreichen Teils mit Stellenanzeigen.
Chefredakteure (Redator executivo) waren unter anderem auch Marcelo Rebelo de Sousa (1980–1983), Augusto de Carvalho (1983–1984) und José António Saraiva (1984–2005) sowie Henrique Monteiro für die zum Medienkonzern Impresa gehörende Wochenzeitung. Derzeit ist Martim Silva Chefredakteur.
Seit seiner Gründung erscheint der Expresso immer samstags, lediglich in den Jahren 1975 und 1976 erschien die Wochenzeitung auf Drängen von Pinto Balsemão halbwöchentlich, jeweils mittwochs und samstags. Seit 2006 erscheint der Expresso im Berliner Format, um so mit der vom ehemaligen Redaktionsleiter José António Saraiva 2005 gegründeten Wochenzeitung Sol besser zu konkurrieren.
Ende 2014 betrug die wöchentliche Auflage 97.931 Stück. Der Expresso war der Gewinner des 8. European Newspaper Award in der Kategorie Wochenzeitung.
Inzwischen wird die Wochenzeitung auch online veröffentlicht. Ebenfalls online erscheint täglich Última Hora, eine Zusammenstellung aktueller Nachrichten. Zudem enthält die Website des Expresso verschiedene Blogs. Die online erscheinenden Veröffentlichungen können von den Lesern kommentiert werden.